# Mistrzostwa Świata w Siatkówce Plażowej 1997
1. Mistrzostwa świata w siatkówce plażowej odbyły się w amerykańskim Los Angeles (na Los Angeles Tennis Center) w dniach 10–13 września 1997 roku. Mistrzostwa zdominowali sportowcy z Brazylii i Stanów Zjednoczonych. Po raz pierwszy mistrzostwa świata w siatkówce plażowej odbyły się oficjalnie.

## Mężczyźni

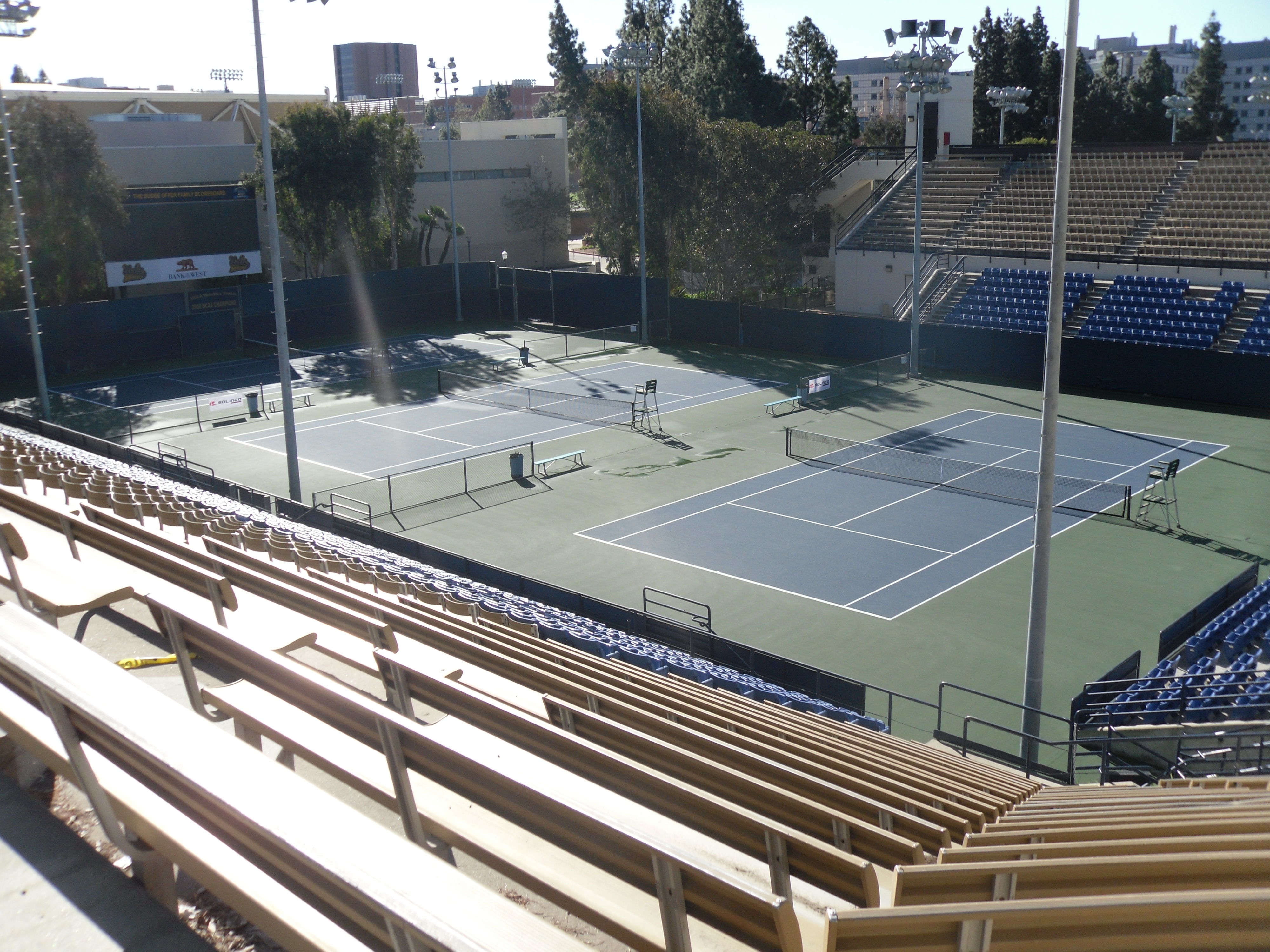
Los Angeles Tennis Center – arena, na której rozgrywano mecze siatkówki plażowej podczas I. oficjalnych mistrzostw świata w tej dyscyplinie sportowej.

| Mężczyźni         | Mężczyźni         | Mężczyźni                       |
| Poz.              | Państwo           | Zawodnicy                       |
| ----------------- | ----------------- | ------------------------------- |
|                   | Brazylia          | Pará / Guilherme                |
|                   | Stany Zjednoczone | Ceman / Whitmarsh               |
|                   | Brazylia          | Paulão / Paulo Emilio           |
| Stany Zjednoczone | Blanton / Steffes |                                 |
| 5                 | Brazylia          | Loiola / Anjinho                |
| 5                 | Brazylia          | Zé Marco / Emanuel              |
| 5                 | Stany Zjednoczone | Clark / Tanner                  |
| 5                 | Stany Zjednoczone | Johnson / Kiraly                |
| 9                 | Australia         | Prosser / Zahner                |
| 9                 | Brazylia          | Roberto Lopes / Franco          |
| 9                 | Brazylia          | Duda / Fred                     |
| 9                 | Kanada            | Child / Heese                   |
| 9                 | Szwajcaria        | Laciga / Laciga                 |
| 9                 | Stany Zjednoczone | Dodd / Heidger                  |
| 9                 | Stany Zjednoczone | Fonoimoana / Lewis              |
| 9                 | Stany Zjednoczone | Holdren / Rogers                |
| 17                | Argentyna         | Baracetti / Salema              |
| 17                | Argentyna         | Conde / Martínez                |
| 17                | Niemcy            | Ahmann / Hager                  |
| 17                | Niemcy            | Anton / Pomerenke               |
| 17                | Niemcy            | Krank / Oetke                   |
| 17                | Francja           | Deulofeu / Guissart             |
| 17                | Francja           | Jodard / Penigaud               |
| 17                | Kanada            | Holden / Leinemann              |
| 17                | Norwegia          | Høidalen / Kjemperud            |
| 17                | Norwegia          | Kvalheim / Maaseide             |
| 17                | Portugalia        | Brenha / Maia                   |
| 17                | Rosja             | Karassew / Pospiełow            |
| 17                | Hiszpania         | Bosma / Díez                    |
| 17                | Czechy            | Kubala / Palinek                |
| 17                | Stany Zjednoczone | Boullianne / Swatik             |
| 17                | Stany Zjednoczone | Henkel / Smith                  |
| 33                | Niemcy            | Dieckmann / Dieckmann           |
| 33                | Włochy            | Ghiurghi / Solustri             |
| 33                | Włochy            | Grigolo / Raffaelli             |
| 33                | Japonia           | Morikawa / Noguchi              |
| 33                | Austria           | Schroffenegger / Schroffenegger |
| 33                | Portoryko         | de Jesus / Velasco              |
| 33                | Rosja             | Dajanow / Kuscznerjow           |
| 33                | Szwecja           | Englén / Peterson               |
| 41                | Australia         | Burdin / Hreszczuk              |
| 41                | Chile             | Grimalt / Jarry                 |
| 41                | Kostaryka         | Piskulich / Villegas            |
| 41                | Francja           | Canet / Hamel                   |
| 41                | Włochy            | Bina / Viberti                  |
| 41                | Japonia           | Matsunaga / Sakai               |
| 41                | Meksyk            | Espiricueta / Jackson           |
| 41                | Austria           | Grumbir / Nowotny               |
| 41                | Austria           | Leitner / Stamm                 |
| 41                | Portoryko         | Gil / Quinonez                  |
| 41                | Portoryko         | Gonzalez / Nieves               |
| 41                | Rosja             | Aresczkin / Kostjukow           |
| 41                | Rosja             | Kissiliew / Kolesnik            |
| 41                | Szwajcaria        | Bischofberger / Knechciak       |
| 41                | Czechy            | Chromy / Stejskal               |
| 41                | Czechy            | Džavoronok / Pakosta            |

## Kobiety
| Kobiety           | Kobiety           | Kobiety                     |
| Poz.              | Państwo           | Zawodniczki                 |
| ----------------- | ----------------- | --------------------------- |
|                   | Brazylia          | Sandra Pires / Jackie Silva |
|                   | Stany Zjednoczone | Arce / McPeak               |
|                   | Brazylia          | Adriana Behar / Shelda Bede |
| Stany Zjednoczone | Kirby / Reno      |                             |
| 5                 | Brazylia          | Mônica / Adriana Samuel     |
| 5                 | Brazylia          | Magda / Siomara             |
| 5                 | Stany Zjednoczone | Fontana / Hanley            |
| 5                 | Stany Zjednoczone | Masakayan / Youngs          |
| 9                 | Australia         | Cook / Pottharst            |
| 9                 | Brazylia          | Adriana Bento / Ana Richa   |
| 9                 | Niemcy            | Friedrichsen / Müsch        |
| 9                 | Włochy            | Bruschini / Solazzi         |
| 9                 | Holandia          | Kadijk / Schoon-Kadijk      |
| 9                 | Czechy            | Celbová / Nováková          |
| 9                 | Stany Zjednoczone | Blomquist / Podraza         |
| 9                 | Stany Zjednoczone | Poppinga / Rock             |
| 17                | Australia         | Clarke / Tholen             |
| 17                | Australia         | Fenwick / Manser            |
| 17                | Australia         | Straton / Wilson            |
| 17                | Niemcy            | Schmidt / Staub             |
| 17                | Indonezja         | Kaize / Rahayu              |
| 17                | Włochy            | Gattelli / Perrotta         |
| 17                | Włochy            | de Marinis / Nascimento     |
| 17                | Japonia           | Hashimoto / Saiki           |
| 17                | Japonia           | Ishizaka / Takahashi        |
| 17                | Kanada            | Broen Ouellette / Tough     |
| 17                | Kanada            | Drakich / Dumont            |
| 17                | Portugalia        | Pereira / Schuller          |
| 17                | Czechy            | Hudcová / Tobiášová         |
| 17                | Stany Zjednoczone | Chisholm / Richardson       |
| 17                | Stany Zjednoczone | Castro / Stammer            |
| 17                | Stany Zjednoczone | Roque / Knoop               |
| 33                | Dania             | Jörgensen / Holm            |
| 33                | Niemcy            | Grohmann / Lohse            |
| 33                | Francja           | Rigaux / Tari               |
| 33                | Grecja            | Karadassiou / Sfyri         |
| 33                | Wielka Brytania   | Glover / Malone             |
| 33                | Kanada            | Gougeon / Storch            |
| 33                | Meksyk            | Almaral / Huerta            |
| 33                | Nowa Zelandia     | Fake / Stojanovic           |
| 41                | Bułgaria          | Angełowa / Jantsczułowa     |
| 41                | Francja           | Gros / Keane                |
| 41                | Meksyk            | Miranda / Trevino           |
| 41                | Austria           | Stremitzer / Wittner        |
| 41                | Szwajcaria        | Nesser / Schneiter          |

## Tabela medalowa
| Poz.    | Państwo           |   |   |   |   |
| ------- | ----------------- | - | - | - | - |
| 1       | Brazylia          | 2 | 0 | 2 | 4 |
| 2       | Stany Zjednoczone | 0 | 2 | 2 | 4 |
| Łącznie | Łącznie           | 2 | 2 | 4 | 8 |